# Distortion
«Distortion»  es una canción de la banda japonesa de heavy metal Babymetal. La canción fue lanzada digitalmente como sencillo el 8 de mayo de 2018 por Toy's Factory, earMusic y Babymetal Records para promocionar la gira del 2018.

## Antecedentes
El 27 de febrero de 2018, Babymetal anunció su próxima gira, el Babymetal World Tour 2018. El 1 de abril de 2018, Babymetal subió un adelanto para Metal Resistance Episodio VII, titulado "The Revelation", que insinuaba la presencia de un lado oscuro compuesto por "siete espíritus de metal". Los espíritus mencionados fueron vistos en el video musical de "Distortion" cargado el 7 de mayo de 2018, representando a los Apócrifos de Babymetal, y la canción fue distribuida a iTunes Store, Apple Music, Spotify y otra música de servicios de distribución al día siguiente.

## Recepción
"Distortion" debutó en el número seis en el Billboard Japan Hot 100 para la semana del 21 de mayo de 2018. Debido a que se lanzó exclusivamente en formato digital, la canción se ubicó en el número dos en la lista Oricon Digital Singles de la semana 21 de mayo de 2018, con descargas en la primera semana de 16,468 copias.  En los Estados Unidos, "Distortion" debutó en el número dos en la lista Billboard World Digital Songs para la semana 19 de mayo de 2018.

## Video musical
El video musical fue lanzado el 7 de mayo de 2018. El video presenta el "lado oscuro no revelado, los libros apócrifos" de la tradición de la resistencia de metal, presentando a los Siete Elegidos insinuados en el avance, en un mundo donde "el poder es distorsionado a través del tiempo y el espacio". Se muestra a un guerrero luchando contra "figuras de aspecto aterrador envueltas en sombras" y luchando contra la oscuridad. Los miembros de Babymetal no aparecen en el vídeo.

## Descarga digital
Todas las canciones escritas y compuestas por Babymetal. 
| N.º | Título       | Duración |  |
| 1.  | «Distortion» | 3:05     |  |

## Posicionamiento en lista
| Lista (2018)                       | Posiciones |
| ---------------------------------- | ---------- |
| Japan (Japan Hot 100)              | 6          |
| Japan Digital Singles (Oricon)     | 2          |
| US World Digital Songs (Billboard) | 2          |